# سانتانا دوايبانيما
سانتانا دوايبانيما (بالبرتغالية: Santana do Ipanema‏) هي بلدية تقع في البرازيل في ألاغواس.

## أعلام
- جاكسون
- تياغو باربوسا سواريس